# Vickers Valentia (hydravion)
Ne doit pas être confondu avec le Vickers Type 264 Valentia, un avion de transport produit plus tard.
Le Vickers Valentia était un hydravion biplan britannique de patrouille maritime, conçu par Vickers Limited pendant la Première Guerre mondiale

## Conception et développement
Trois prototypes du Valentia furent construits par la compagnie Vickers dans ses ateliers de Barrow-in-Furness (probablement sur l'île de Walney). Ils avaient été commandés en mai 1918 comme remplaçants potentiels du Felixstowe F.5. Les coques furent construites par les ateliers S.E.Saunders, à Cowes.
Le premier des trois exemplaires (no N124) effectua son premier vol le 5 mars 1921, lorsque Stanley Cockerell le testa au-dessus du Solent. Il fut endommagé à l'atterrissage en juin 1921 puis démantelé. Le deuxième exemplaire (no N125) effectua lui-aussi un atterrissage difficile le jour de sa livraison, le 15 mars 1922. Le troisième exemplaire (no N124) fut livré au Marine Aircraft Experimental Establishment (en) sur l'île de Grain, en 1923, et utilisé pour des essais jusqu'à son retrait du service, en novembre 1924.
Le nom Valentia fut réutilisé plus tard pour un avion de transport, le Vickers Type 264 Valentia.

## Utilisateur
- Royaume-Uni :
  - Marine Aircraft Experimental Establishment (en).